# Svava Jakobsdóttir
Svava Jakobsdóttir (4. oktober 1930 - 21. februar 2004) var en islandsk forfatter og  politiker. Hun studerede ved Somerville College i Oxford. Som forfatter stod hun for en modernisme med rod i realisme tilsat fantastisk litteratur. Hun var desuden kendt som feminist, såvel i sin litteratur som i sit politiske virke, der førte hende i Altinget 1971-79. 
Jakobsdóttir debuterede i 1965 med novellesamlingen 12 kvinder, som blev fulgt op af blandt andet kortromanen Pensionæren (1969), skuespillet Generalprøve (1983) og romanen Historien om Gunlød (1988).
Generalprøven blev opført på Bådteatret i København i 1987.

## Bøger på dansk
- Svava Jakobsdóttir (1986). Kvinde med spejl : noveller. S.O.L. Århus: Husets Forlag. ISBN 87-7483-162-3.
- Svava Jakobsdóttir (1990). Historien om Gunlød. Kbh.: Rhodos. ISBN 87-7245-350-8.